# Chrey (Kampong Trabaek)
Chrey es una comuna (khum) del distrito de Kampong Trabaek, en la provincia de Prey Veng, Camboya. En marzo de 2008 se estimaba una población estimada de 5,550 habitantes.
Se encuentra ubicada al sur del país, a escasa distancia de los ríos Mekong y Bassac, y de la frontera con Vietnam.